# Dei Filius
Dei Filius je incipit dogmatske konstitucije Prvog vatikanskog sabora o katoličkoj vjeri, koja je jednoglasna usvojena te ju je izdao papa Pio IX. 24. travnja 1870. godine.
Dokument je iznio nauk svete Katoličke Apostolske Rimske Crkve o Bogu, objavi i vjeri.

## Sadržaj
Dogmatska konstitucija bavi se vjerom, razumom i njihovim međusobnim odnosima.
Dokument započinje primjedbom da se „Boga, počelo i cilj svih stvari, može sa sigurnošću spoznati prirodnim svjetlom ljudskog razuma iz stvorenih stvari“. Međutim, zatim objašnjava da postoje i druge božanske istine, čije je znanje nužno za spasenje, koje su izvan moći prirodnog razuma i mogu se spoznati samo kroz božansku objavu.
 
Nacrt predstavljen vijeću 8. ožujka 1870. nije izazvao ozbiljne kritike. No, skupina od 35 biskupa koji govore engleski, a koji su se bojali da bi se uvodna fraza "Sancta Romana Catholica Ecclesia" mogla protumačiti kao favoriziranje teorije anglikanske grane, prigovorila je na taj izraz "Sveta Rimokatolička Crkva". Predložili su da se riječ "rimski" izostavi iz zabrinutosti da bi upotreba izraza "rimokatolički" pružila podršku zagovornicima teorije ogranaka. Iako je koncil uvjerljivo odbacio ovaj prijedlog, tekst je konačno izmijenjen kako bi glasio "Sveta Katolička Apostolska i Rimska Crkva".